# Philipotabanus criton
Philipotabanus criton är en tvåvingeart som först beskrevs av Krober 1934.  Philipotabanus criton ingår i släktet Philipotabanus och familjen bromsar.
Artens utbredningsområde är Colombia. Inga underarter finns listade i Catalogue of Life.